# Liu Zige
Liu Zige (kinesiska: 刘子歌, pinyin: Liú Zǐgē, född 31 mars 1989 i Benxi, Liaoning) är en kinesisk simmare. Hon vann guldmedalj i damernas 200 m fjärilsim i OS 2008 i Peking.
Liu gjorde sin internationella debut i VM i simning 2005 i Montréal, där hon placerade sig på tjugonde plats i 200 meter fjärilsim på tiden 2.14,25. 2008 vann hon guldmedalj i de olympiska sommarspelen i Peking och 2009 vann hon silvermedalj i VM i simning i Rom.